# Belippo viettei
Belippo viettei is een spinnensoort in de taxonomische indeling van de springspinnen (Salticidae).
Het dier behoort tot het geslacht Belippo. De wetenschappelijke naam van de soort werd voor het eerst geldig gepubliceerd in 1960 door Otto Kraus.